# Ново архитектурно наследство
„Ново архитектурно наследство“ (НАН) е българска фондация с нестопанска цел. Огранизацията се занимава с проучване, популяризиране и стратегическо развитие на архитектурата, създадена в България след Втората световна война до днес.

## История и поле на дейност
Начало на инициативата „Ново архитектурно наследство“ поставя едноименен проект на ОП „Софияплан“ през 2020 г., който има за цел идентифициране, защита и популяризиране на значими образци в следвоенната архитектура на София. По време на проекта е създаден дълъг списък на обектите с потенциал за недвижими културни ценности, изградени след 1944 г. на територията на Столична община. От него е избран кратък списък от 22 обекта, които първи да бъдат предложени за защита като недвижимо културно наследство.
През 2022 г. е официално учредена фондацията „Ново архитектурно наследство“. Тя работи в няколко основни области – архитектура, културно наследство, градска среда, културен мениджмънт и комуникация и си сътрудничи със специалисти в областта на архитектурата, устройственото планиране и визуалните изкуства, както и с общини, организации, частни инвеститори и други заинтересовани страни.
Името на фондацията произлиза от термин в Закона за културното наследство (ЗКН). Законът класифицира недвижимите културни ценности в България спрямо принадлежността им към определен исторически период като: праисторически, антични, средновековни, възрожденски, от ново и най-ново време, като фокусът на организацията е в последния период.

## Проекти
- Изследване на новото архитектурно наследство на София (съвместно с ОП „Софияплан“)
- Изследване на жилищни и обществени комплекси в София (съвместно с ОП „Софияплан“)
- Изследване на архитектурно-художествен синтез в Димитровград (съвместно с Община Димитровград)[3]
- Туристическа карта на следвоенна София (съвместно с ОП „Туризъм“)
- Изследване на новото архитектурно наследство на Пловдив (съвместно с НИНКН)
- Проект „Архитектурата на България след Втора световна война“ (съвместно с Център за научни изследвания и проектиране към УАСГ)
- План за възстановяване и опазване на Бузлуджа (съвместно с фондация „Проект Бузлуджа“, EHouse Architects, ИКОМОС-Германия и БНК на ИКОМОС)

## Събития
- Изложба „Тоталпроект“ (съвместно с РЦСИ Топлоцентрала)[4][5]
- Лекция „Градски активизъм и културно наследство“ (съвместно с Гьоте Институт)[6]
- Лекционен курс „Архитектурата на България през втората половина на ХХ век“ (в УАСГ)
- Лекционен курс RETROFITTING UTOPIA (съвместно с фондация „Кредо Бонум“)
- Архитектурна обиколка „Архитектурата на Лозница“ (съвместно с Община Лозница)[7]
- Студентска архитектурна работилница Троян 2021 (съвместно с Община Троян и ГРАДОСКОП)[8]